# Спортивная (станция метро, Харьков)
«Спорти́вная» (укр. Спорти́вна,  (слушать)о файле) — станция Харьковского метрополитена на Холодногорско-Заводской линии. Расположена между станциями «Левада» и «Заводская». Связана пересадкой на станцию «Метростроителей» Алексеевской линии. Находится возле центрального стадиона «Металлист», что определило её название и архитектурное оформление в виде огромного спортивного зала. С декабря 2009 года потолок станции был частично перекрашен в жёлто-синие цвета.
Станция односводчатая мелкого заложения. Открыта 23 августа 1975 года в составе первого пускового участка Харьковского метро «Улица Свердлова» (ныне «Холодная Гора») — «Московский проспект» (ныне «Турбоатом»).

## Месторасположение
Станция расположена возле центрального стадиона Харькова — стадиона «Металлист». Рядом расположен завод имени Фрунзе, некоторые другие промышленные предприятия, конный рынок и гостиница «Металлист». Рядом находится пригородная автостанция № 3, обслуживающая Волчанское и Змиёвское направление и трамвайная остановка (маршрут № 5, 8).

## Пересадка
В 1995 году станция «Спортивная» стала пересадочной станцией. Два перехода связали её со станцией Алексеевской линии «Метростроителей». Функционируют два перехода — с середины платформы и с восточного вестибюля станции. При строительстве было запланировано, что переходы будут с разделённым пассажиропотоком, один в направлении на станцию «Метростроителей» (с середины платформы), а другой в обратном направлении.

## Дизайн
Особенностью дизайна станции является свод, внутренняя поверхность которого впервые в практике отечественного метростроения выполнена из бетонных объемных элементов (каждый из 6200 железобетонных блоков весит по 100 килограмм).
В 2009 году, в честь открытия обновленного стадиона «Металлист», станция была частично перекрашена в желтые и синие цвета — цвета ФК Металлист.

## Галерея
- Переход со станции «Спортивная» на станцию «Метростроителей».